# Pseudolampona boree
Pseudolampona boree är en spindelart som beskrevs av Norman I. Platnick 2000. Pseudolampona boree ingår i släktet Pseudolampona och familjen Lamponidae. Inga underarter finns listade i Catalogue of Life.